# Party Musical: Tribute to Raven-Symoné
Party Musical: Tribute to Raven-Symoné es un álbum tributo dedicado a la cantante-actriz estadounidense Raven-Symoné.

## Información
El álbum incluye canciones del tercer álbum de estudio, This Is My Time, de la cantante, de la primera banda sonora de su serie de televisión That's So Raven, de la banda sonora de la película de The Cheetah Girls 2 y otras.

## Canciones
1. That's So Raven (Theme Song) - 1:40
2. Backflip - 3:43
3. Where You Belong (de That's So Raven) - 3:14
4. I'm Every Woman (de That's So Raven) - 4:37
5. This Is My Time - 4:22
6. Do Your Own Thing (de The Cheetah Girls 2) - 3:17
7. Just The Girl - 3:57
8. Behind These Hazel Eyes - 3:18
9. Too Little Too Late - 3:40
10. Don't Forget About Us - 3:56
11. Stickwitu - 3:29
12. Shimmering Girl - 3:06
13. Dazzling Diva - 1:18
14. Go Glam! - 1:53
15. It's Bananas - 1:39